# Campeonato de España de Ciclismo en Ruta 1904
El IV Campeonato de España de Ciclismo en Ruta se disputó en Valencia el 15 de mayo de 1904 sobre un recorrido de 100 kilómetros. En esa época, el Campeonato de España no tenía este nombre como tal sino que era conocido como el Gran Premio de la Unión.  
El ganador de la prueba fue Tomás Penalva, que se impuso en solitario en la línea de llegada. Ricardo Peris y Julio Álvarez completaron el podio.

## Clasificación final
| Pos. | Ciclista          | Equipo | Tiempo      |
| ---- | ----------------- | ------ | ----------- |
| 1.   | Tomás Penalva     | -      | 3h 51'00"   |
| 2.   | Ricardo Peris     | -      | a 13'40"    |
| 3.   | Julio Álvarez     | -      | m.t.        |
| 4.   | Antonio Calzada   | -      | m.t.        |
| 5.   | Francisco Conca   | -      | a 23'40"    |
| 6.   | José Álvarez      | -      | a 46'00"    |
| 7.   | José Sáez         | -      | m.t.        |
| 8.   | Saturnino Bartual | -      | a 1h 06'26" |
| 9.   | Ricardo Masvidal  | -      | a 1h 46'37" |
| 10.  | Antonio Mengod    | -      | a 2h 09'00" |